# Paolo Desideri
Paolo Desideri (Roma, 16 luglio 1953) è un architetto italiano.

## Biografia
Si laurea in Architettura a Roma nel 1980 ma fin da ragazzo frequenta lo studio del padre Mario Desideri ed ha occasione di confrontarsi con l'intenso clima culturale degli anni sessanta, ed in particolare con quella cultura progettuale che in quegli anni pratica una concreta integrazione tra le discipline dell'architettura dell'ingegneria e della costruzione. Nel 1978, in chiusura di questa stagione formativa, pubblica il primo libro dedicato al lavoro di Pier Luigi Nervi. Sempre legati all'ambiente familiare, gli intensi rapporti con Sergio Musmeci che resta uno dei punti fermi della sua formazione presso la Facoltà di Architettura di Roma tra il 1973 e il 1980, dove frequenta i corsi di progettazione tenuti da Ludovico Quaroni e dove si laurea con Luisa Anversa con una tesi teorica in Progettazione Architettonica sulla Tipologia edilizia e la normativa dell'Architettura.
Tra il 1986 e il 1992 è stato assistente al corso di Carlo Aymonino a Roma con il quale ha pubblicato Progettare Roma Capitale. Dal 1985 e fino al 2007 è professore ordinario di Composizione Architettonica presso la Facoltà di Architettura di Pescara, e dal 2007 presso il Dipartimento di Architettura dell'Università degli Studi Roma Tre.

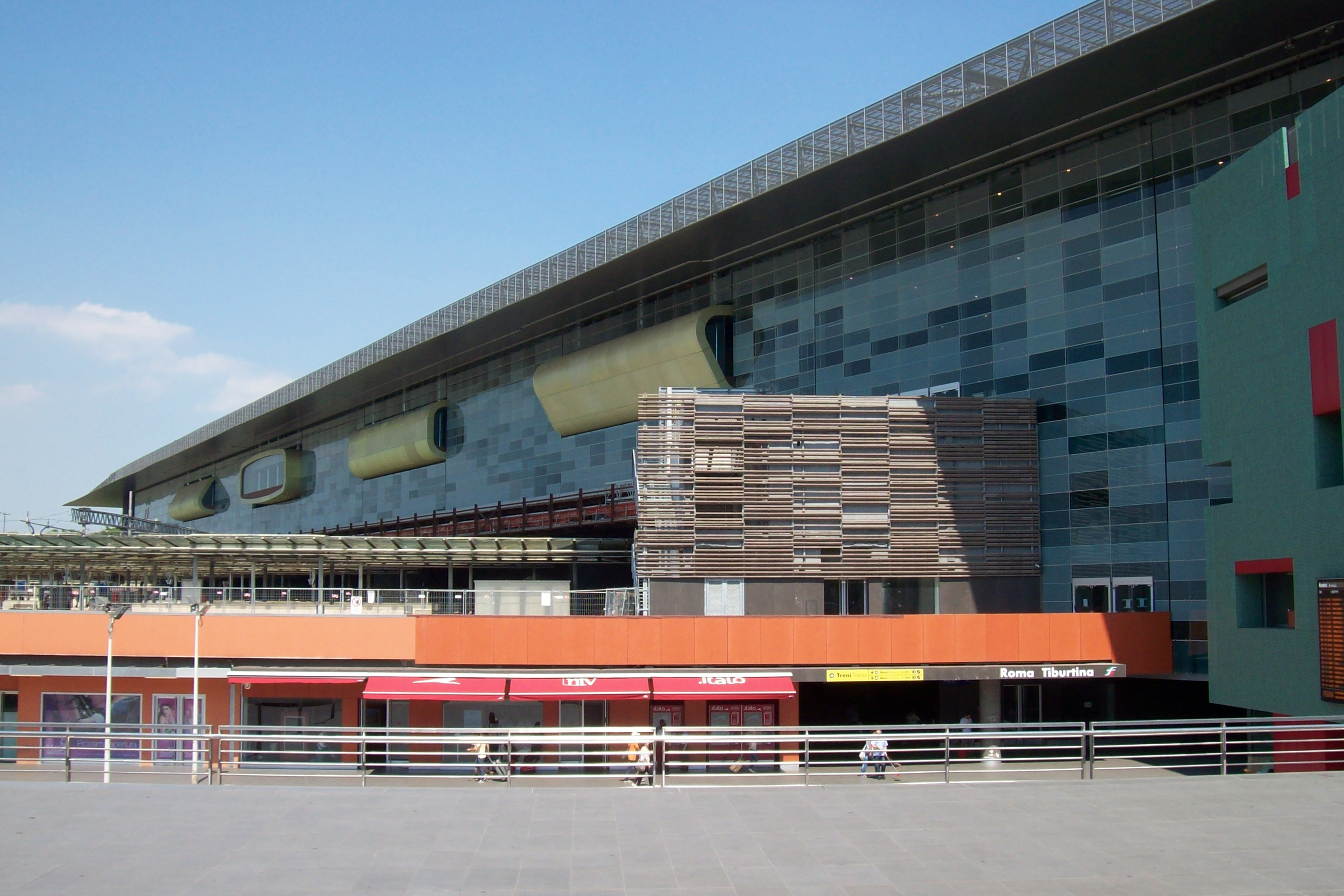
vista della nuova stazione Tiburtina dal piazzale ovest

Nei suoi interessi di ricerca si possono individuare almeno due principali indirizzi:
- gli studi prevalentemente indirizzati allo studio delle nuove forme di aggregazione metropolitana, alla metropoli diffusa e del superamento del moderno e della sua trasformazione nelle economie postindustriali. In questa fase vanno almeno ricordati i libri La città di latta[6]; Ex city[7]; Attraversamenti[8]; e la co-direzione del quadrimestrale "Gomorra. Territori e culture della metropoli contemporanea"[9].
- l'interesse per la governance dei progetti complessi, per il rapporto tra architettura ed ingegneria e le riflessioni teoriche attorno al tema della creatività ed alla forma come risorsa per il problem solving. In questo orizzonte vanno ricompresi i libri International Style?[10]; Progettare la complessità; e La concezione strutturale: architettura ed ingegneria in Italia negli anni ‘50[11].

Dal 1998 al 2002 ha fatto parte dell'Unità di Valutazione Investimenti Pubblici per il Ministero del tesoro, del bilancio e della programmazione economica (poi Ministero dell'economia e delle finanze).
È stato componente del Comitato nazionale per i Programmi di riqualificazione urbana e di sviluppo sostenibile del territorio (PRUSST), presso il Ministero dei lavori pubblici (1999), e membro del comitato tecnico di esperti a supporto della commissione giudicatrice della gara di affidamento per lo studio di fattibilità per il ponte sullo stretto di Messina (2000).
Fin dal 1980 ha fondato con Maria Laura Arlotti, Michele Beccu e Filippo Raimondo, lo studio ABDR Architetti Associati; da quella data ha svolto continuativamente intensa attività professionale in Italia ed all'estero. Lo studio è stato espositore italiano in numerose edizioni della Biennale di Venezia, della Triennale di Milano e presso molte università ed istituzioni internazionali. 
Paolo Desideri è diventato un nome conosciuto anche all'opinione pubblica per i numerosi progetti di opere pubbliche realizzati. Tra i più noti vanno ricordati:
- la nuova stazione Tiburtina[14][15][16] di Roma, inaugurata nel novembre 2011 in presenza del Capo dello Stato;

il nuovo tracciato linea B1

- le nuove stazioni metro di Libia, Annibaliano e Conca d'Oro, della Linea B1 di Roma, inaugurate nel giugno 2012. [non chiaro];

- il nuovo Parco della musica e della cultura di Firenze[17][18], inaugurato nel dicembre 2011 con concerti di Zubin Mehta e Claudio Abbado, e caratterizzato da una eccellente risposta acustica[19][20]; il progetto ha vinto il Premio INARCH/2014 come migliore opera realizzata degli ultimi cinque anni[21];
- il restauro e ampliamento del Palazzo delle Esposizioni di Roma[22], inaugurato nel 2007 e localizzato di fronte ai giardini del Quirinale in posizione di grande delicatezza storico-contestuale;
- l'intervento di riqualificazione urbana di via Giustiniano Imperatore a Roma[23]
- il restauro e l'ampliamento del Museo Archeologico della Magna Grecia a Reggio Calabria, sede dell'esposizione permanente dei Bronzi di Riace[24], definitivamente aperto al pubblico dopo i lavori di restauro e ingrandimento nell'aprile 2016.
- La nuova Stazione Alta Velocità di Casablanca (Marocco). Concorso internazionale 2014; inaugurazione 2018.
- Il nuovo Auditorium Concerti Sala Zubin Mehta inaugurato il 21.12.2021 alla presenza del Capo dello Stato

## Progetti

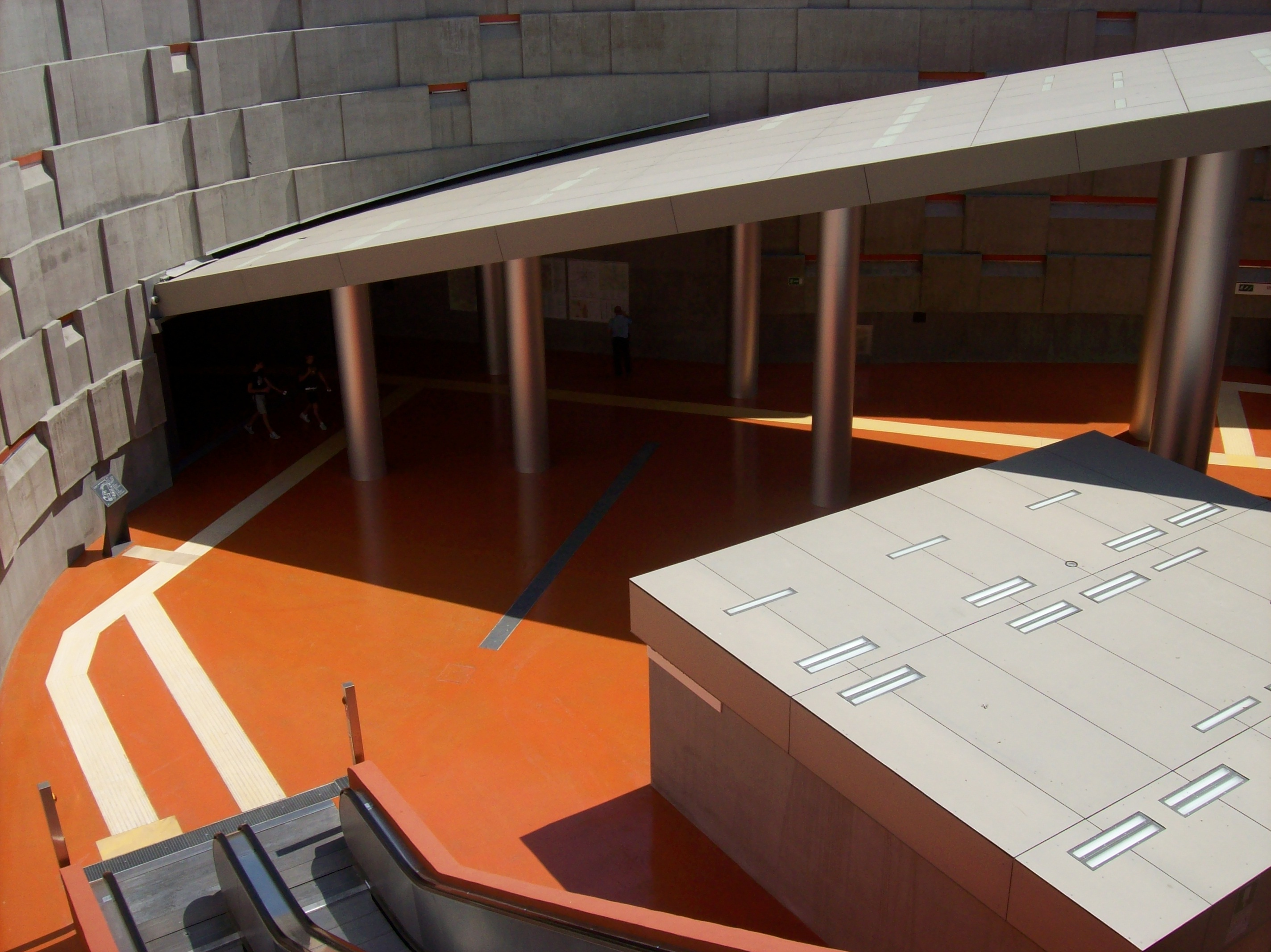
Stazione Sant'Agnese/Annibaliano. Veduta della piazza ipogea e pensilina.

- 2000: plesso scolastico e servizi sociali a Pietralata, Roma
- 2001: residenze e servizi, a Centocelle, Roma
- 2006: lapidario presso il Museo di Palazzo Venezia, Roma
- 2007: ristrutturazione e ampliamento del Palazzo delle Esposizioni, Roma[25]
- 2008: riqualificazione dell'ambito urbano residenziale Giustiniano Imperatore, Roma
- 2009: nuovo villaggio olimpico, per i Giochi del Mediterraneo 2009, Chieti
- 2010: ex ospedale Burresi di Poggibonsi, Siena
- 2011: nuova stazione alta velocità Roma Tiburtina, Roma
- 2011: Opera di Firenze, Firenze[26]
- 2012: stazioni della metropolitana Libia, Sant'Agnese/Annibaliano e Conca d'Oro, metro linea B1, Roma
- 2013: Teatro lirico per opera e balletto, Astana, Kazakistan
- 2014: ampliamento del Museo archeologico nazionale della Sibaritide a Sibari (Cassano all'Ionio)
- 2016: restauro ed ampliamento del Museo nazionale della Magna Grecia, Reggio Calabria
- 2017: padiglione italiano per Expo 2017 ad Astana (Kazakistan)[27]
- 2018: nuova stazione alta velocità Casa Voyageurs di Casablanca (Marocco)
- 2018: restauro del Teatro Margherita di Bari
- 2020: nuova Facoltà di Medicina e Psicologia presso Ospedale S. Andrea di Roma, Sapienza Università di Roma
- 2025: stazione metropolitana Porta Metronia, metro linea C, Roma

In costruzione:

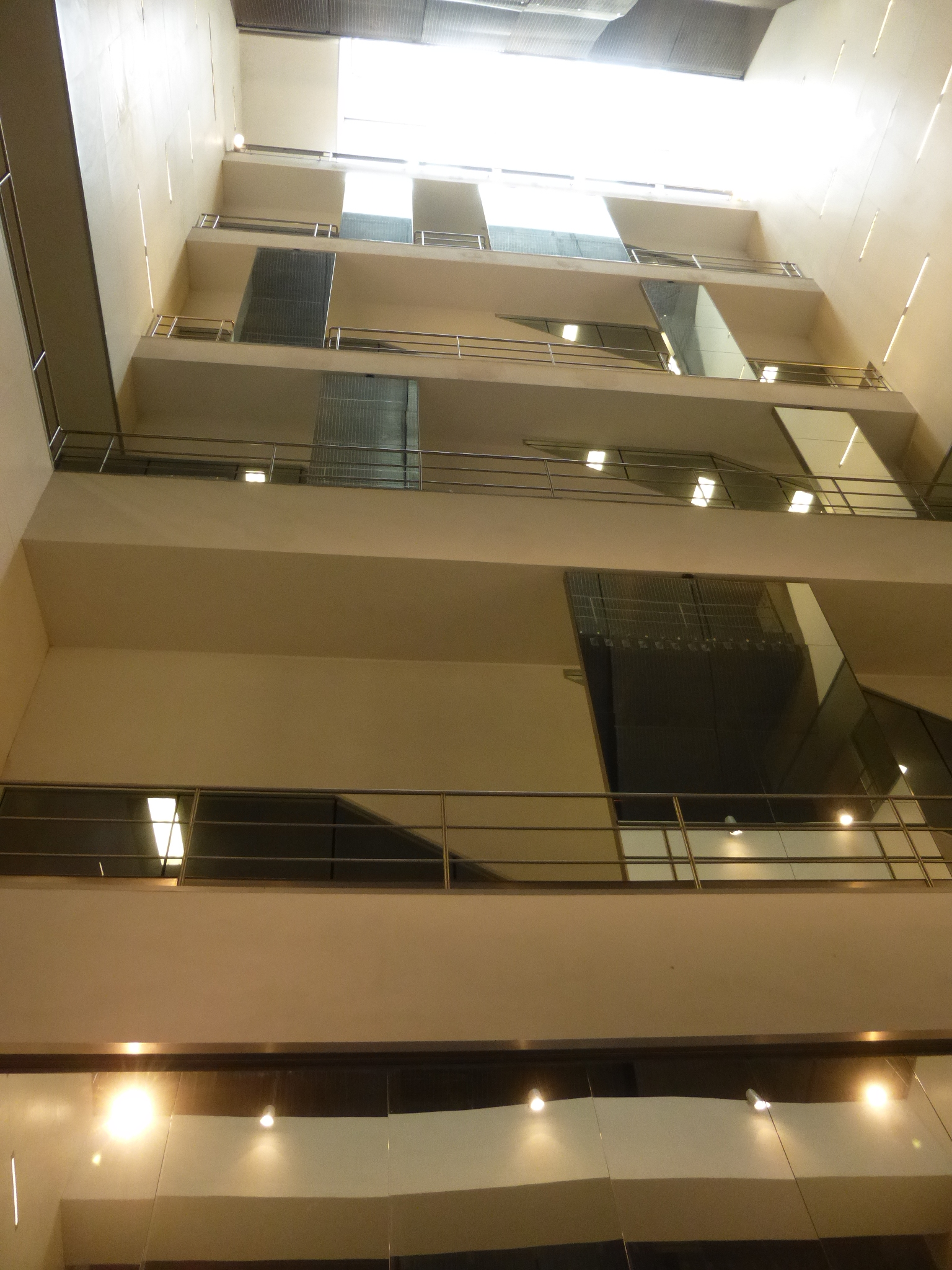
Stazione Libia. Il camino di illuminazione delle banchine profonde.

- ampliamento e ristrutturazione dell'Ospedale S. Andrea a Roma
- restauro e ampliamento di Palazzo Massari ex Cavalieri di Malta a Ferrara
- restauro del palazzo delle segreterie studenti della Città universitaria di Roma, Università degli Studi di Roma "La Sapienza"
- restauro e ampliamento del Real Albergo dei Poveri a Napoli

## Pubblicazioni
Testi e saggi di Paolo Desideri.
- 1978: Pier Luigi Nervi, Zanichelli, Bologna
- 1983: I luoghi della produzione industrial, Luigi Parma, Bologna
- 1980: Tipo edilizio e normativa dell'architettura, Clua, Pescara
- 1988: Esercizi di composizione, Clua, Pescara
- 1990: Progettare Roma capitale, Laterza, Bari
- 1991: Progettare Pescara, Clear, Roma
- 1994: Moderno senza movimento, Clear, Roma
- 1995: La città di latta, Costa & Nolan, Genova
- 1998: Attraversamenti. I nuovi territori dello spazio pubblico, Costa & Nolan, Genova
- 2002: Territorio e nuova programmazione: l'esperienza dei nuovi studi di fattibilità, in "Urbanistica", 119
- 2002: Ex-city, Meltemi, Roma
- 2004: International Style?, Meltemi, Roma
- Architettura versus Engineering, in "Domus" 888. ISSN 0012-5377
- La casa brutta: il declino delle forme, le forme del declino, in "Limes. Rivista di geopolitica", Roma, 2006. ISSN 1124-9048
- Tipologie dell'iperconsumo, in Tullio Gregory (a cura di), XXI secolo, vol. IV, p. 365-372, Istituto della Enciclopedia Italiana Treccani, Roma. ISBN 88-12-00024-X

## Mostre
- 1995: XVI Triennale di Milano, Palazzo dell'arte, Milano
- 1996: Biennale di Venezia VI, Mostra Internazionale di Architettura, Venezia
- 1997: A.A.M. Architettura Arte Moderna, Milano
- 2000: Complesso del Vittoriano, La città Di Roma. Un viaggio nel presente e nel futuro della Capitale, Roma.
- 2002: Capitali asiatiche/Australia/ Bruxelles "Les halles” de Saint Gery. Dal Futurismo al Futuro Possibile nell'architettura Italiana Contemporanea, Tokio design center, Tokio
- 2003: Ministero per i beni e le attività culturali. DARC direzione generale per l'architettura e l'arte contemporanea, MAXXI, Roma
- 2004: X Mostra Internazionale di Architettura Biennale di Venezia, Venezia
- 2004: RFI, Facoltà di Architettura di Napoli, Palazzo Reale, Napoli
- 2005: Festival dell'Architettura di Parma, Sezione Grandi Opere, Parma
- 2006: Biennale di Venezia XII, Mostra Internazionale di Architettura, Venezia
- 2006: “Architetture a Roma”, Acquario Romano, Roma
- 2007: mostra monografica, Académie Royale, Bruxelles
- 2007: ABDR Architettura Italiana, Ambasciata d'Italia al Parlamento Europeo, Bruxelles
- 2008: Italy Now, Facoltà di architettura, Zurigo
- 2010: “Alto design, alta tecnologia Italiane” padiglione del World Trade[dove?]
- 2011: progetti per i 150 anni dell'Unità d'Italia, Presidenza del Consiglio dei ministri, Roma
- 2012: BIACF “Exhibition of urban architecture in Europe”, Seul
- 2013: Italia en México. Architetti romani: opere recenti, Ciudad de Mexico, 11 marzo - 24 aprile
- 2014: Material and design, Seul

## Conferenze e lezioni magistrali
- 2002: Progetti ABDR tra valorizzazione e tutela, I Incontro sul Patrimonio e industria culturale, valorizzazione, tutela e sviluppo sostenibile, Sala del Primaticcio, Roma
- 2003: Nuove infrastrutture a Roma: stazione Tiburtina un'occasione di riqualificazione urbana, Acer, Roma
- 2003: Le nuove Stazioni Alta Velocità, Facoltà di Architettura di Roma Ludovico Quaroni, Aula Magna, Roma
- 2003: Stazioni. Luoghi per le città. Urban Center- Officina città di Torino, Torino
- 2004: Nuove forme dell'architettura contemporanea: le stazioni ferroviarie, Teatro del Palazzo Reale, Napoli
- 2004: Trasparenti leggerezze, ABDR per la nuova serra al Palazzo delle Esposizioni, ACER, Roma
- 2004: La ricostruzione dell'ex Serra Piacentini al Palazzo delle Esposizioni di Roma, Roma
- 2005: Le città nella città, Roma
- 2005: La nuova stazione Tiburtina, "Progetti per Roma, progetti per Milano”, Il Sole 24 Ore, Venezia
- 2006: La città che verrà, Auditorium Parco della Musica, Roma
- 2007: Architettura e nuovi paesaggi urbani, Istituto Italiano di Cultura, Tokio
- 2008: The new Opera Liric Theatre in Florence. Istituto Italiano di Cultura. New York
- 2009: ABDR. Progetti tra tradizione ed innovazione, Fiera ARCH, Mosca
- 2010: ABDR recenti progetti in contesti storici, Convegno ANCSA, Bergamo Urban Center, Bergamo
- 2010: Conflicts and creativity in architecture: recent projects of ABDR, Fakultät für Architektur und Landschaft, Hannover
- 2012: Form as a resource. Facoltà di Architettura di Novi Sad, Serbia
- 2012: Architecture seeks music 2012. Sofia, Bulgaria
- 2012: ABDR Architetti Associati. Arcadia University, Philadelphia
- 2012: Roma Metropoli. Sei conversazioni al MAXXI[28],
- 2013: ABDR Architetti Associati, Recent projects. Istituto Italiano di Cultura, New York
- 2013: ABDR Form as a Resource. Departamento Arquitectura Universidad Ibero-Americana, Città del Messico
- 2013: Peter Bohlin. Pennsylvania State University, Philadelphia
- 2014: Form and Creativity to solve problems, Ion Mincu University of Architecture. Bucarest
- 2015: Forms without formalism. Facoltà di Architettura di Novi Sad, Serbia
- 2015: Form as a resource. University of Washinghton, Seattle[29]
- 2016: Conversazioni d'Autore al Maxxi. Paolo Desideri in conversazione con Livio Sacchi, 5 maggio 2016[30]

## Cariche e riconoscimenti
Nel corso degli anni, Paolo Desideri ha rivestito diverse cariche istituzionali ed è stato membro di numerose commissioni tecnico-scientifiche di carattere istituzionale nazionale.
- 1998-2002: membro dell'Unità di Valutazione del Dipartimento Politiche per lo Sviluppo del Ministero Tesoro, Bilancio e Programmazione Economica dove ha svolto il ruolo di responsabile del coordinamento territoriale dell'Unità.
- 1999: componente del Comitato Nazionale P.R.U.S.S.T., Programmi Recupero Urbano e Sviluppo Sostenibile del Territorio, Ministero dei lavori pubblici
- 1999: esperto tecnico per la nuova legge Urbanistica presso l'VIII Commissione Parlamentare
- 1999: presidente della Commissione giudicatrice dell'assistenza tecnica per la comunicazione del Programma Europeo URBAN, Ministero dei lavori pubblici
- 1999: membro del comitato tecnico di esperti a supporto della Commissione giudicatrice della gara di affidamento per lo studio di fattibilità per gli aspetti territoriali, ambientali, economici e sociali per il Ponte sullo Stretto di Messina, Ministero dei Lavori Pubblici
- 2000: membro della Commissione interministeriale per l'istituzione dei programmi PRUSST\PATTI presso il Ministero dei Lavori Pubblici

È stato visiting professor e visiting critic presso numerose scuole di Architettura europee e nordamericane.
- 1980: visiting scholar alla Syracuse University, institute for Architecture and Urban Studies of New York, New York
- 1983: visiting researcher presso il Pratt Institute of New York, New York
- 1986: visiting lecturer presso l'Università tecnica di Vienna, Vienna
- 1989: visiting lecturer presso la Bildende Kunst Akademie, Vienna
- 1989-1993: visiting critic presso la Cornell University, Itaca
- 1992-1993: visiting professor presso la Università di Waterloo, School of Architecture, Waterloo
- 1993: visitinglecturer presso il Royal Society of Architecture, Toronto
- 1993: visiting critic presso la Washington University, Roma
- 1995: visiting critic presso la Berkeley University, San Francisco
- 1995: visiting lecturer presso l'Università di Stoccarda, Stoccarda
- 1997: visiting lecturer presso il Bauhaus, Dessau

## Premi
- 2009: Un nuovo polo produttivo per la logistica avanzata, la ricerca, lo sviluppo e l'innovazione, Parma[senza fonte]
- 2010: Europe Embankment Project, San Pietroburgo
- 2013: Riconoscimento Opera Artistica di interesse nazionale per la stazione Tiburtina a Roma, ai sensi della legge 633/1941
- 2014: Premio Nazionale InArch/ANCE per intervento di nuova costruzione. V edizione. Teatro dell'Opera di Firenze (migliore progetto costruito negli ultimi 5 anni)[31]
- 2015: Riconoscimento Opera Artistica di interesse nazionale per l'auditorium di Firenze, ai sensi della legge 633/1941